# Holzweiler (Grafschaft)

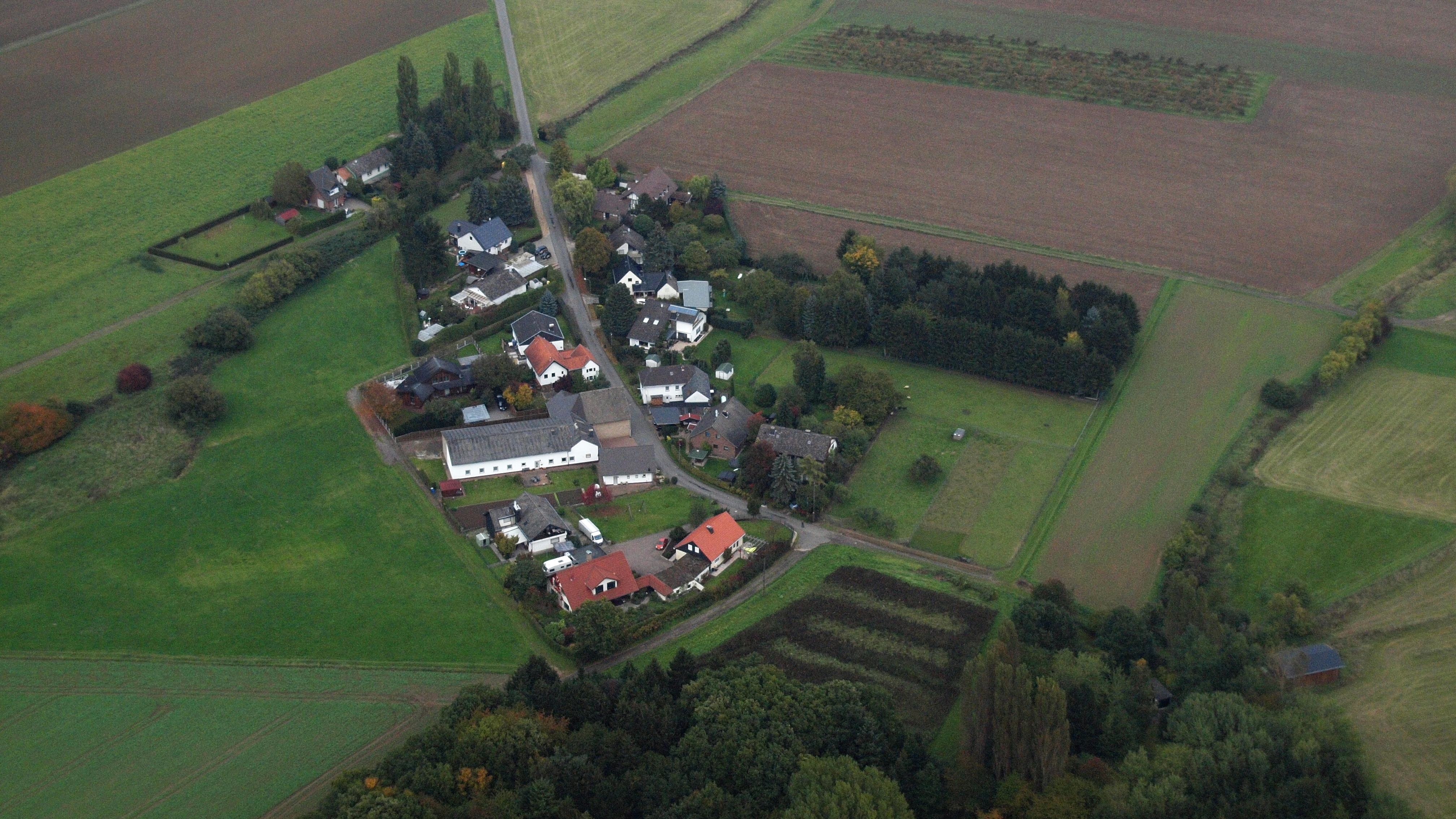
Alteheck (Grafschaft), Luftaufnahme (2015)

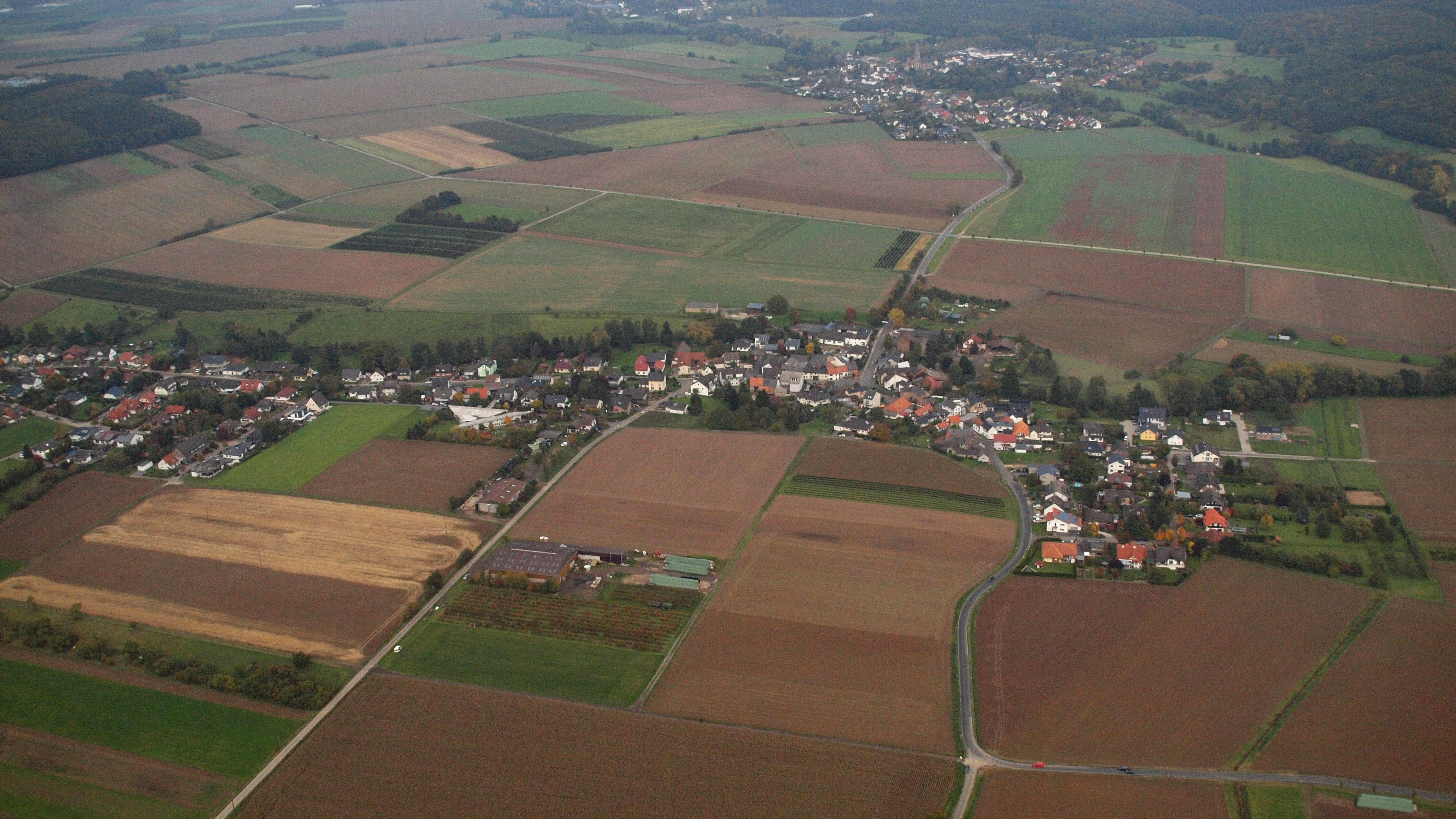
Esch (Grafschaft), Luftaufnahme (2015)

Holzweiler ist ein Ortsbezirk der verbandsfreien Gemeinde Grafschaft im rheinland-pfälzischen Landkreis Ahrweiler. Der Ortsbezirk Holzweiler hat zurzeit 1370 Einwohner. Bis zur Eingliederung in die am 16. März 1974 neu gebildete Gemeinde Grafschaft war Holzweiler eine eigenständige Gemeinde.

## Geographie
Holzweiler liegt etwa 25 km südlich von Bonn und ist über die Bundesautobahn 61, Kreuz Meckenheim, über das Ende der Bundesautobahn 565, Anschlussstelle Gelsdorf, zu erreichen. Zu Holzweiler gehören die Ortsteile und Wohnplätze Alteheck, Esch, Haus Schönberg und Mönchescher Hof.

## Politik

### Ortsbezirk
Holzweiler ist einer von elf Ortsbezirken der Gemeinde Grafschaft. Er wird durch einen Ortsbeirat und einen Ortsvorsteher vertreten.

### Ortsbeirat
Der Ortsbeirat besteht aus sieben Mitgliedern, die bei der Kommunalwahl am 9. Juni 2024 in einer personalisierten Verhältniswahl gewählt wurden, und dem ehrenamtlichen Ortsvorsteher als Vorsitzendem.
Die Sitzverteilung im Ortsbeirat:
| Wahl | SPD | CDU | Grüne | FDP | FWG 1 | Gesamt  |
| ---- | --- | --- | ----- | --- | ----- | ------- |
| 2024 | 0   | 2   | 1     | 2   | 2     | 7 Sitze |
| 2019 | –   | 3   | 2     | 0   | 2     | 7 Sitze |
| 2014 | –   | 4   | –     | 1   | 2     | 7 Sitze |
| 2009 | 1   | 3   | –     | 1   | 2     | 7 Sitze |

### Ortsvorsteher
Martin Göddertz (FDP) wurde am 3. Juli 2024 Ortsvorsteher von Holzweiler. Bei der Stichwahl am 23. Juni 2024 hatte er sich mit einem Stimmenanteil von 57,3 % gegen einen Mitbewerber durchgesetzt, nachdem bei der Direktwahl am 9. Juni 2024 keiner der ursprünglich drei Bewerber eine ausreichende Mehrheit erreicht hatte.
Der Vorgänger von Martin Göddertz, Wilhelm Dreyer (FWG), hatte das Amt 2014 übernommen und kandidierte bei der Wahl 2024 nicht erneut als Ortsvorsteher. Dreyer hatte sich bei der Kommunalwahl 2014 knapp gegen seinen langjährigen Vorgänger Bruno Zimmermann (CDU) durchgesetzt.

## Kultur und Infrastruktur

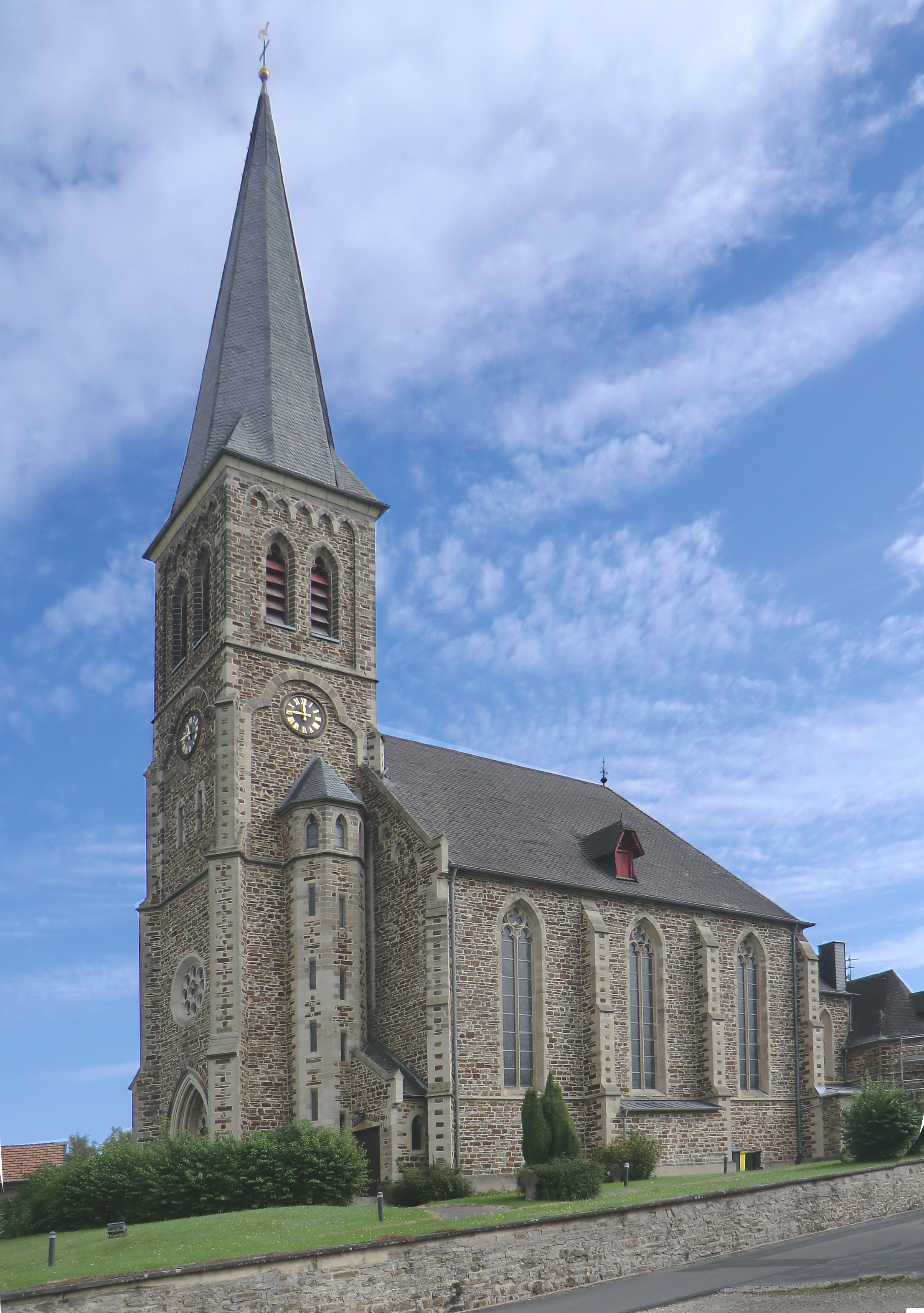
Kirche Sankt Martin

### Profane Gebäude und Einrichtungen
In Holzweiler befindet sich die Villa Bellestate, die auch eine der Spielstätten der Villa Musica ist.
Überörtlich bekannt ist auch die Saunaanlage „Panoramasauna“.

### Katholische Kirche St. Martin
Die römisch-katholische Pfarrkirche St. Martin in Holzweiler wurde gegen Ende des 19. Jahrhunderts im neugotischen Stil errichtet. Die alte, im Jahr 1223 erstmals urkundlich genannte Pfarrkirche von Holzweiler war im Laufe der Jahrhunderte für die wachsende Zahl von Einwohnern zu klein geworden. Deshalb wurde sie mangels eines anderen Bauplatzes abgerissen, um an ihrer Stelle eine neue Kirche zu bauen. Deren Konsekration fand am 4. Mai 1900 statt.

## Persönlichkeiten
- Antonius Mönch (1870–1935), Weihbischof in Trier, geboren in Niederholzweiler